# Валун

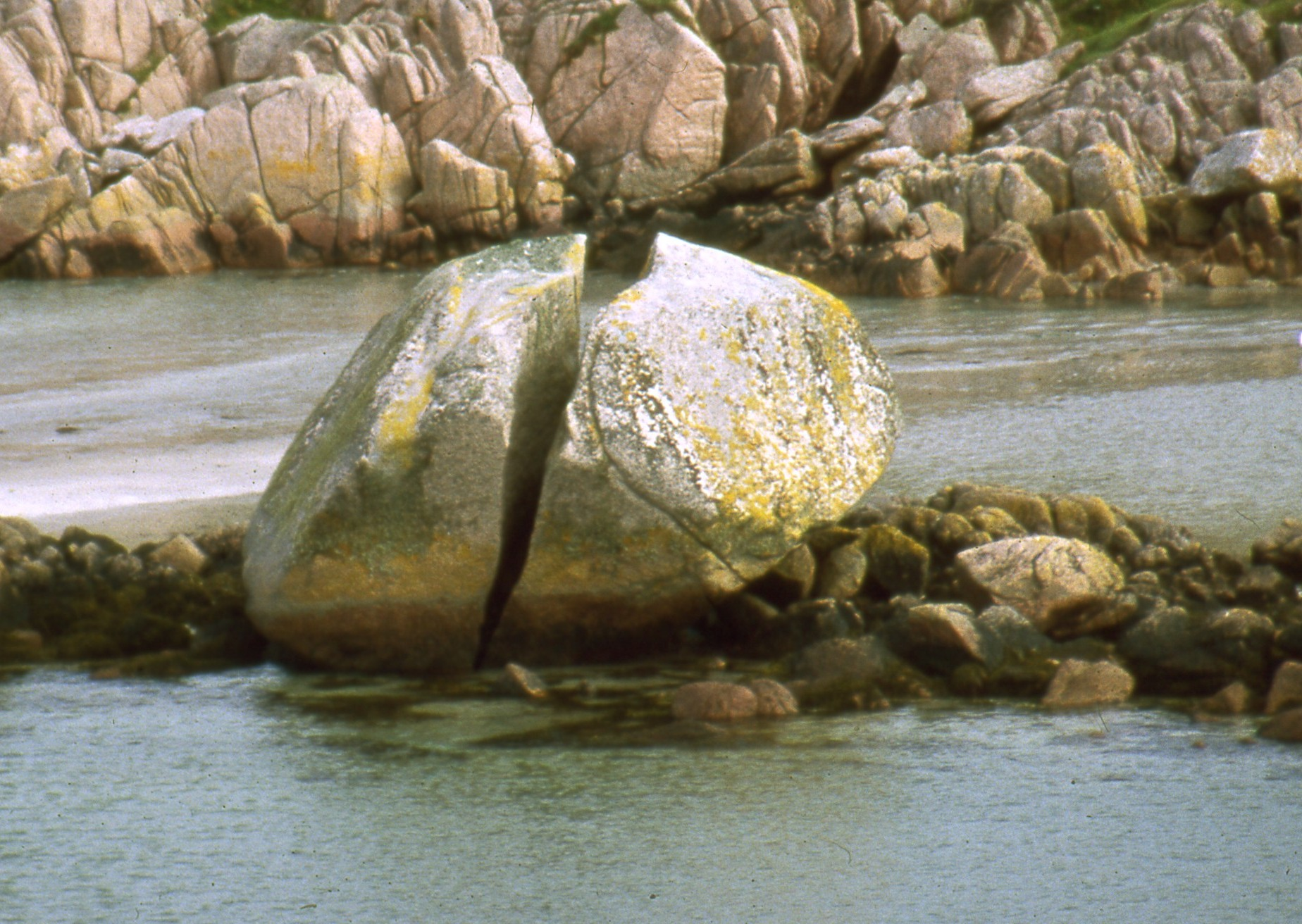
Великий розколотий валун граніту на узбережжі Ffionphort, Шотландія

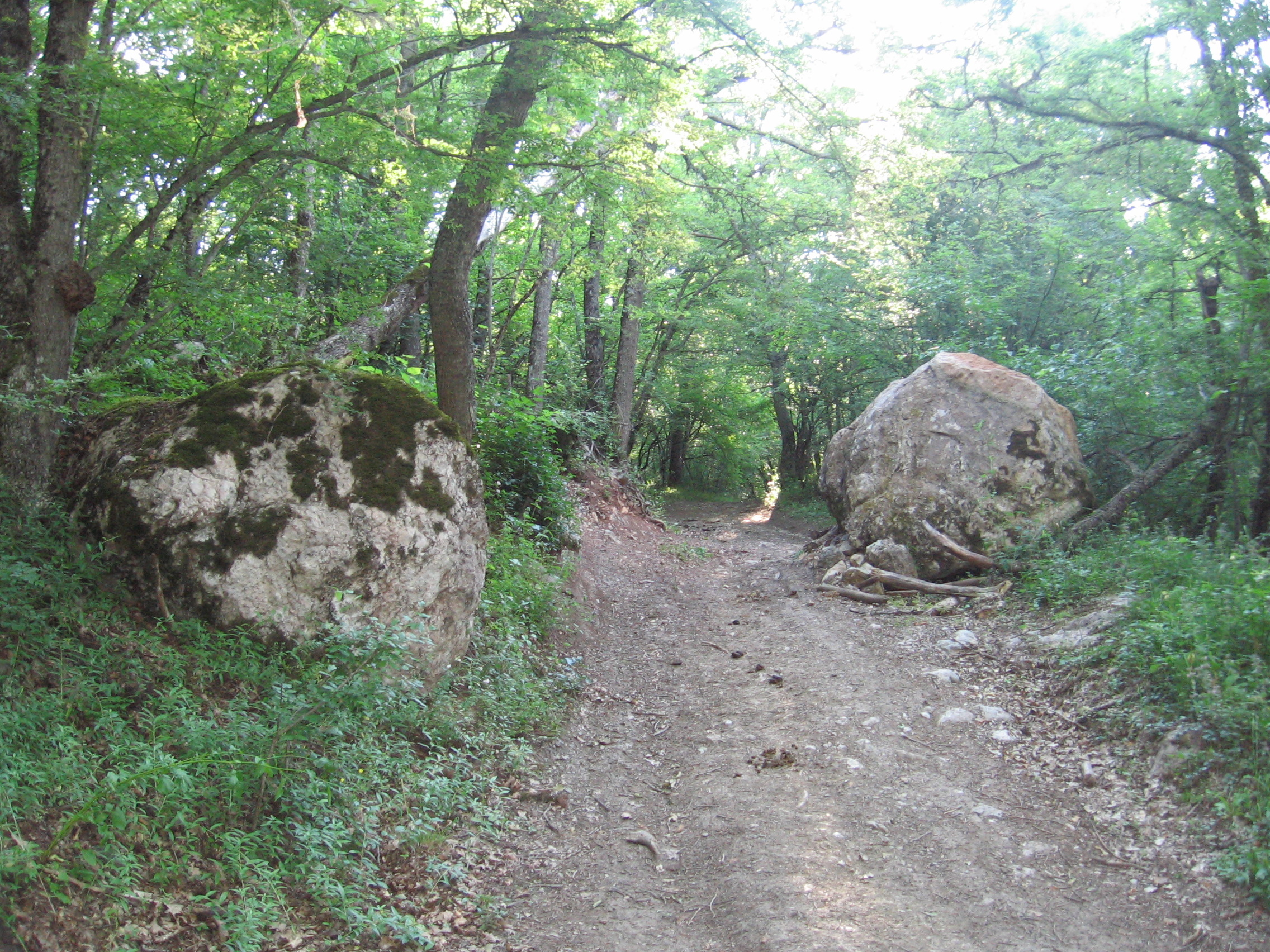
Валуни, Крим

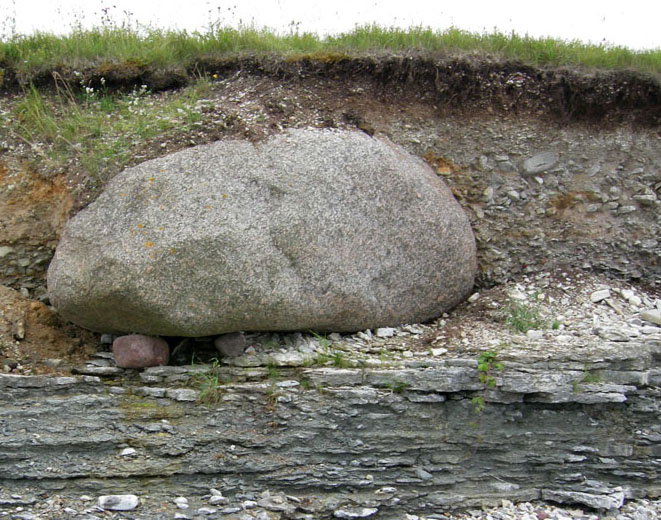
Ератичний валун у древньому пляжному галечнику. Сааремаа, Естонія

Валуни́ (англ. boulder, нім. Geschiebe, Geröll) — великі, різною мірою обкатані уламки гірських порід діаметром від 0,2 метра. Осадова незцементована уламкова гірська порода, уламки якої представлені в основному валунами називається валунником. Зцементовані відміни мають назву валунного конгломерату. Форми набувають при перенесенні водними потоками і льодовиками, поширені в алювіальних і льодовикових відкладах. Утворюються в результаті руйнування і перенесення материковими або гірськими льодовиками, гірськими потоками, ріками, розмивання берегів морями та океанами й іншими процесами вивітрювання.
За генезисом розрізняють такі види валунів:
- льодовикові (ератичні),
- делювіальні
- пролювіальні
- алювіальні